# UFC 294
UFC 294: Махачев — Волкановські 2 — турнір зі змішаних бойових мистецтв, організований абсолютним бійцівським чемпіонатом, який пройшов 21 жовтня 2023 року на Етіхад Арені в Абу-Дабі (Об'єднані Арабські Емірати). В головній події вечора між собою вдруге зійшлися чинний чемпіон UFC в легкій вазі, дагестанець Іслам Махачев та австралієць Олександр Волкановські. Махачев здобув перемогу нокаутом в першому раунді.

## Передумови
Під час UFC 280 Іслам Махачев (24-1) здобув титул UFC в легкій вазі, здолавши тодішнього чемпіона Шарліса Олівейру підкоренням в другому раунді. Після цього дагестанець успішно захистив титул в поєдинку проти Олександра Волкановські, здобувши перемогу одностайним рішенням суддів.
Спочатку під час івенту Махачев повинен був провести реванш проти Олівейри, проте за 2 тижні до поєдинку бразилець травмувався. Проте Дейна Вайт знайшов заміну бразильцю. Замість нього погодився провести реванш Олександр Волкановські.

## Час початку
Мейнкард розпочався о 21:00 за київським часом.